# Harwood-frankolin
A Harwood-frankolin (Pternistis harwoodi) a madarak osztályának tyúkalakúak (Galliformes) rendjébe a fácánfélék (Phasianidae) családjába  és a fogolyformák (Perdicinae) alcsaládjába tartozó faj.
A magyar név forrással nincs megerősítve, lehet, hogy az angol név tükörfordítása (Harwood's Francolin).

## Rendszerezés
Egyes rendszerbesorolások a Francolinus nemhez sorolják  Francolinus harwoodi néven.

## Előfordulása
Etiópia területén honos.

## Megjelenése
Testhossza 30-34 centiméter.

## Külső hivatkozás
- Képek az interneten a fajról
- Internet Bird Collection - videók a fajról